# بن بيكر
بن بيكر (بالألمانية: Ben Becker)‏ (و. 1964 – م) هو ممثل، ومغن من ألمانيا . ولد في ولاية بريمن .
وهو عضو في Delta Chi .

## روابط خارجية
- بن بيكر على موقع IMDb (الإنجليزية)
- بن بيكر على موقع مونزينجر (الألمانية)
- بن بيكر على موقع ألو سيني (الفرنسية)
- بن بيكر على موقع ميوزك برينز (الإنجليزية)
- بن بيكر على موقع أول موفي (الإنجليزية)
- بن بيكر على موقع قاعدة بيانات الأفلام السويدية (السويدية)
- بن بيكر على موقع إن إن دي بي (الإنجليزية)
- بن بيكر على موقع ديسكوغز (الإنجليزية)
- بن بيكر على موقع قاعدة بيانات الفيلم (الإنجليزية)
- بن بيكر على موقع كينوبويسك (الروسية)